# Åvinge
Åvinge is een plaats in de gemeente Botkyrka in het landschap Södermanland en de provincie Stockholms län in Zweden. De plaats heeft 55 inwoners (2005) en een oppervlakte van 13 hectare.